# منتخب أستراليا لكأس ديفيز
منتخب أستراليا لكأس ديفيز (بالإنجليزية: Australia Davis Cup team)‏ هو ممثل أستراليا الرسمي في كرة المضرب في كأس ديفيز.